# Springpfuhl
Der Springpfuhl ist ein Pfuhl und ein stehendes natürliches Gewässer mit landschaftsplanerischer und wasserwirtschaftlicher Gestaltung im Berliner Ortsteil Marzahn des Bezirks Marzahn-Hellersdorf und liegt direkt am Helene-Weigel-Platz im Springpfuhlpark.

## Geologie
Der Springpfuhl liegt in einem am Ende der Weichseleiszeit vor 13.000 bis 14.000 Jahren entstandenen Toteisloch. Der Untergrund des Sees ist geologisch und besteht aus Dünensand, das in dünner Schicht auf Sand und darunter befindet Geschiebemergel. Außerdem befindet sich neben dieser Schicht humoser und lehmiger Sand über die verschiedenartigen von Untergründen.

## Beschreibung
Der Springpfuhl besteht aus zwei Gewässerteilen, die durch Verlandung entstanden sind, den großen und den kleinen Springpfuhl. Die beiden Pfuhle stehen direkt miteinander in Verbindung. Der westliche Teil des zentralen Pfuhls führt eine grabenähnliche Verbindung, über die eine kleine Holzbrücke gespannt ist, die bei der Herstellung des Parks errichtet wurde. Außerdem ist im westlichen Bereich des Pfuhls ein Lattenpegel in das Wasser eingelassen worden. Der Pfuhl wird durch Schichtwasser aus 2 bis 3 Metern Tiefe und Regenwassereinführung gespeist. Der Abfluss des Springpfuhls erfolgt durch einen Überlauf zum Springpfuhlgraben und weiter zum Marzahn-Hohenschönhausener Grenzgraben (dieser fließt nach Durchqueren des Papenpfuhlbeckens als Friedrichsfelde-Hoehenschönhausener Grenzgraben, zuletzt verrohrt, in die Spree). Zwischen den Jahren 1976 und 1979 entstand im Zuge der Neubausiedlung der Springpfuhlpark und der Pfuhl wurde zu einem Regenrückhaltebecken umgestaltet. Dabei wurde das Ufer mit Betonwänden begradigt, was viele Probleme mit sich bringt, da bei hohem Wasserstand das Wasser nicht in einer Flachuferzone versickern kann. Nistplätze werden dabei sehr gefährdet. Amphibien mögen keine steilen Betonkanten. Die Probleme wurden erkannt und sind im Jahr 1991 bei der Sanierung berücksichtigt worden. Dabei wurden die Betonkanten stellenweise abgeflacht, und im kleinen Springpfuhl hat man eine Flachwasserzone geschaffen. Die Verbindung zwischen den beiden Weihern wurde mit einem Einlaufsperrwerk versehen, und bei Gefahr einer akuten Verschmutzung wird die Verbindung geschlossen. In den Böschungsbereichen befinden sich in mehreren Abständen gepflasterte Regenwassereinläufe.

## Flora und Fauna
Im zentralen Gewässer sind zwei Inseln für Wasservögel und Frösche. Die große Insel im Norden ist natürlich entstanden und im Süden in Höhe der Schwimmhalle befindet sich eine kleine künstliche Insel mit zweiteiligem Überflutungscharakter. Das Gewässer ist nach Gegebenheiten mehr oder weniger flach mit Gras, Weiden und Ziersträuchern bewachsen. Außerdem wachsen im Uferbereichen abschnittsweise Schilf und Röhricht und im See vereinzelt Seerosen. Um die Schwäne, Stockenten und Blässhühner zu beobachten, wurde an jedem Gewässerteil eine Terrasse angelegt, die einen weitreichenden Blick auf das sonst mit Bäumen und Sträuchern umsäumte Gewässer ermöglichen.